# Le Mas-d’Agenais
Mas-d’Agenais – miejscowość i gmina we Francji, w regionie Nowa Akwitania, w departamencie Lot i Garonna.
Według danych na rok 1990 gminę zamieszkiwało 1220 osób, a gęstość zaludnienia wynosiła 58 osób/km² (wśród 2290 gmin Akwitanii Mas-d’Agenais plasuje się na 354. miejscu pod względem liczby ludności, natomiast pod względem powierzchni na miejscu 492.).